# 催眠シリーズ (アダルトゲーム)
催眠シリーズ（さいみんシリーズ）とは、BLACKRAINBOWから発売されたアダルトゲームのシリーズである。
2001年12月21日に発売された『催眠術』を第一作とする本シリーズは催眠フェティシズムを題材としており、凌辱もの・抜きゲーとする文献もある。また、一部の作品で寝取られの要素もある。
本シリーズの作品のうち、BLACKRAINBOWから発売された作品群には村越進太が何らかの形で登場するため、「村越シリーズ」と呼ばれることもある。なお、村越は同ブランドの『From M』にも登場するが、シリーズのうちの一つである『催眠学園』とのつながりはない。
のちに、NATORI烏賊をはじめとする『催眠術』の開発スタッフの何人かは、BLACKRAINBOWから独立して筆柿そふとを立ち上げ、本シリーズの展開を継続している。
本項では、筆柿そふとから発売された作品群についてもシリーズに含める形で解説する。

## シリーズ一覧
DVDPG版については、各作品の節を参照。

### BLACKRAINBOW
- 催眠術 - 2001年12月21日発売。
- 催眠学園 - 2003年6月6日発売。
  - 催眠学園DVD with 催眠術 - 2006年6月30日発売。上記2作品のセット商品。
- 催眠術2 - 2007年9月28日発売。
  - 裏・催眠術2 - 2008年4月25日発売。『催眠術2』のファンディスク。
- 擬態催眠 - 2010年1月29日発売。

### 筆柿そふと
- 催眠術3 - 2013年9月27日発売。
- 催眠術Re - 2014年5月30日発売。『催眠術』のリメイク版。
- 催眠母 - 2014年11月28日発売。
- 催眠学園3年生 - 2017年3月31日発売。
- 催眠学園2年生 - 2017年10月27日発売。
- 催眠学園1年生 - 2018年5月25日発売。
- 催眠術4 - 2019年3月29日発売。

### だーくワン!
- 催眠学習 -Secret Desire- - 2021年3月26日発売。

## 催眠術
『催眠術』は2001年12月21日にBLACKRAINBOWから発売されたアダルトゲームであり、BLACKRAINBOWのデビュー作である。
特典としてP/ECE用ソフト『催眠ビーム』が同梱されている。
2006年6月30日には『催眠術』とのセット販売である『催眠学園DVD with 催眠術』がBLACKRAINBOWから発売された。
また、2014年5月30日には筆柿そふとからリメイク版『催眠術Re』が発売されている。
オリジナル版では音声が収録されていなかったのに対し、『催眠学園DVD with 催眠術』収録版および『催眠術Re』では声優による音声が収録されている。
NATORI烏賊は、『催眠術』という題名について、この単語が別のところで使われているだろうと考えて調べたものの見つからなかったため、このまま採用したと、おくとぱすとの対談の中で説明している。

### あらすじ
兄夫婦と二世帯住宅で暮らす平凡な少年・青木 直人のもとに、祖父から『催眠術のかけ方』というビデオテープが贈られた。当初、直人はこのビデオの内容を真に受けていなかったが、好きな子に振られたため、試してみようと考えた。ところが、同級生の村越 進太の手にそのビデオテープが渡ってしまい、大変なことになってしまう。
ゆかりルート
直人は催眠術でゆかりを従順にし、性についていろいろ教え込ませた末に、彼女を妊娠させる。
裕未ルート
直人は裕未に催眠術をかける際、ある条件で催眠が解けるように仕向けたが、進太の手により、裕未だけでなく直人まで催眠術にかけられてしまう。調子に乗った進太は、裕未に直人の陰茎をくわえさせるよう命令するが、これによって催眠が解け、裕未に撃退される。その後、裕未は直人にかけられた催眠術を解き、二人は結ばれる。
恵ルート
直人は恵に催眠術をかけ、性の手ほどきをする。

### 登場人物
青木 直人
『催眠術』の主人公。
青木 ゆかり
声 - 木梨樹里（Re）
旧姓相沢、直人の義姉（兄嫁）。
相沢 裕未
声 - 東かりん（Re）
ゆかりの妹。生意気ながらも、直人をお兄ちゃんと慕う。
篠原 恵
声 - 片倉ひな（Re）
直人の小学生時代からの同級生にして、あこがれの存在。
伊吹 涼子
声 - 榎津まお（Re）
恵の親友で、直人の同級生でもある。金持ちの娘故高飛車で口が悪く、直人に嫌われている。
名波 奈々子
声 - 一色ヒカル（Re）
主人公達の担任で、 体育教師。
村越 進太
直人の同級生であるいじめられっ子。盗撮マニアといううわさが立っており、女子だけでなく直人からも嫌われている。
伊吹 京香
声 - かわしまりの（Re）
伊吹涼子の母親。
青木 彦造
主人公の祖父。

### 評価
イ・ヤン提督は『催眠学園DVD with 催眠術』のレビューの中で、『催眠術』の画風の古さを指摘しつつも、村越がお邪魔キャラとして活躍するシナリオは催眠シリーズのファンなら一読の価値があると評価している。

## 催眠学園
『催眠学園』は2003年6月6日にBLACKRAINBOWから発売されたアダルトゲームであり、特典としてP/ECE用ソフト『催眠ビームII』が同梱されている。
2006年6月30日には、『催眠術』とのセット販売である『催眠学園DVD with 催眠術』がBLACKRAINBOWから発売された。
『催眠術』に登場した村越進太が『催眠学園』の主人公を務めるが、『催眠術』および『From M』とのつながりはない。
NATORI烏賊は、『催眠学園』のシステムについてキャラ選択進行タイプとしている。

### あらすじ（催眠学園）
主人公・村越進太は同年代だけでなく親や教師にまでも嫌われていた。
ある日、唯一の友であるネット友達「Mr.K」から「催眠導入機」が贈られる。
進太は「催眠導入機」を用いて、自らをこけにした女たちを堕としていくのであった。
みどりルート
進太は転校生の矢野みどりと出会う。当初彼は乗り気ではなかったものの、彼女のひたむきさに触れて、距離が縮まる。ある日、人気者である彼女との立場の差を痛感した進太は、彼女を傷つけたくないあまりに別れを切り出すが、彼女から一緒にいてほしいといわれ、二人は晴れて恋人同士となる。進太は要らなくなった催眠導入機をMr.Mへ返却しようとする。だが、彼からの返信には、みどりに催眠がかけられていることが記されており、ショックを受ける。その翌日の進太がみどりに対し、催眠を解くためのキーワード「スキップする頭脳」を言うか否かによって展開が分かれる。キーワードを言った場合、催眠が解けたみどりから拒絶された進太が、催眠導入機を使って学園を支配するという結末を迎える。一方、キーワードを言わなかった場合、恋人同士となった二人が学園を卒業して結婚した後に真実が判明するも、そのまま愛し合うという結末を迎える。

### 登場人物（催眠学園）
村越進太
主人公。
倉沢さなえ
学園のアイドル。心優しい性格で、進太をいじめていはいないものの、好意を抱いているわけでもない。
北川あや
水泳部員。進太に対していじめているつもりはないが、思ったことをずけずけという性格ゆえ、進太があやの言葉に傷つくことが多い。
高崎真弓
進太のクラスの担任で、英語を受け持っている。裕福な家の出で、自らの仕事に対する熱意が薄く、生徒に対する暴力や中傷も辞さない。
矢野みどり
進太の学校に転校してきた少女。あるきっかけで進太と親しくなり、彼の復讐の障壁となってしまう。

### システム（催眠学園）
P/ECE用ソフト『催眠ビームII』は、画面上に並ぶ二人の少女のうち、美少女の方に催眠ビームを当てるとご褒美画像を見ることができる一方、醜い方にビームを当てるとゲームオーバーとなる。なお、『催眠ビームII』のリザルト画面に表示されるパスワードを入力すると、『催眠学園』のおまけシナリオが解放される。

### 評価（催眠学園）
イ・ヤン提督はMedia Clipに寄せた『催眠学園DVD with 催眠術』のレビューの中で、『催眠学園』について、「640×480という前時代的な解像度ながらも、グラフィックは古さを感じさせず、総合的に見ても完成度が高い」と評したと同時に、日付が変わった際にメッセージスキップが強制的に解除されてしまいゲームのテンポが悪くなる点を指摘した。

### 後世への影響（催眠学園）
シナリオライターのおくとぱすは、STUDIO邪恋で『操心術』を開発していた時に、本作の存在を知って途中で方針転換を図ったと、NATORI烏賊との対談の中で振り返っている。また、おくとぱすはスタッフィングという別のブランドの『催眠遊戯』という作品において、本作のある場面をオマージュしたとも話している。

## 催眠術2
『催眠術2』は2007年9月28日にBLACKRAINBOWから発売されたアダルトゲームで、『催眠術』の続編である。原画は吉野恵子が担当した。
NATORI烏賊は『催眠術2』のシステムをストーリー進行タイプと称している
2008年4月25日にBLACKRAINBOWから発売されたファンディスク『裏・催眠術2』には村越に焦点を当てた新規ストーリー「村越先生の催眠学院」と、ユーザーからの要望を基に『催眠術2』のヒロインたちを題材とした「ANOTHER WORLD」が収録されている。『裏・催眠術2』には、分岐がなく、いずれのストーリーも1本道である。

### あらすじ（催眠術2）
主人公・桜井進は、家では母・佐和の小言に耐え、学校ではいじめと幼馴染からの冷たい視線に耐えながら生活しつつも、叔母の家での夕食を唯一の楽しみとしていた。
ある日、進は村越進太という男から催眠術を教えられる。その際村越はEDに悩んでいたということで、進にその結果を報告してほしいと依頼し、隠しカメラを仕掛ける。
まず、進は叔母に催眠術をかけ、ピアノの練習と錯覚させてセックスの練習をさせる。次いで、いとこの則子も巻き込み、幼馴染の理枝については、彼女の姉・葉子を利用して催眠に持ち込む。加えて、進は実母にも催眠をかける。
村越復活エンド
EDから回復した村越は、葉子にパイズリをさせる。そして、村越の提案により、女たちとの乱交が行われ、女たちを二人で分け合う形で結婚に持ち込んだ。
全員俺の物エンド
村越復活エンドからの分岐で、進は独占欲から村越を殺し、今まで催眠術にかけてきた女たちを自分のものにする。
ゆうきルート
ある日、進は同じマンションに住む友人のゆうきを呼び出してしまう。催眠で彼女が父親から性的虐待を受けていたことを知った彼は、このまま犯すのをやめる。
そして、進は皆を守るために村越を死に追いやるも、罪悪感から街を去ろうとする。それを知ったゆうきは死んだ父と変わらないと怒り、見張りと称して進のパートナーになることを宣言する。そして、彼らは同棲生活を送ることとなった。

#### あらすじ（EXTRA）
村越先生の催眠学院
清進学院のアイドルである霧島姉妹は、村越が学院に養護教員として赴任して以来女子生徒の様子がおかしくなったことから調査を始めるが、村越の毒牙にかかってしまう。
ANOTHER WORLD
シチュエーションその1「葉子の生活」
葉子から婚約者の紹介を受けた進は、単に葉子を奪うだけでは面白くないと考え、婚約者から葉子を寝取ることにした。
シチュエーションその2「サトウとスドウ」
進は則子と一緒にいたところ、サトウとスドウに脅される。そこへ村越がやってくるが、進を助けるどころかサトウとスドウと一緒になって進を脅した。
シチュエーションその3「三角関係」
女子生徒として清進学院に転入したゆうきはさっそく進になつき、理枝は悠木に対して嫉妬心を抱く。だが、これは進の計画の内であり、最終的に進は2人を妊娠させる。
シチュエーションその4「相談役」
進は志乃のピアノの教え子である鴻池弓子と保坂ゆきこの相談役になり、卑猥なレッスンを施していく。
シチュエーションその5「母との対話」
進は勉強を頑張ったご褒美として佐和から性的な奉仕を受ける。

### 登場人物（催眠術2）
桜井 進
本作の主人公。
桜井 佐和（さくらい さわ）
声：海原エレナ
進の母。夫の死後、女手一つで息子を育ててきたが、生真面目な性格ゆえに小言が絶えない。また、自分よりも家庭的な環境を持つ妹・志乃に対しても嫉妬心を抱いている。
高瀬 志乃（たかせ しの）
声：木梨樹里
進の叔母であるピアノ教師。
高瀬 則子（たかせ のりこ）
声：草柳順子
志乃の娘で、進のいとこにあたる。明るく元気な性格で、内向的な進を励ますことが多い。
笠谷 理枝（かさたに りえ）
声：白井綾乃
進とは幼馴染だが、進がなかなかいじめに対して反抗しないうえ、付き合っているのではないとうわさされるのが嫌なので、きつい態度をとっている。
笠谷 葉子（かさたに ようこ）
声：かわしまりの
理枝の姉で、進を弟のようにかわいがってくれる。
村越 進太（むらこし しんた）
声：中田純
進の住むマンションに引っ越してきた若い男性で、進に催眠術を教える。医科大学の教授であるということ以外の経歴は謎に包まれている。

#### 『裏・催眠術2』より登場
霧島 さゆり
声：未来羽
清進学院の生徒会長。親しみやすい性格から学院のアイドル的存在だが、実際は計算高い性格であり、親しみやすい雰囲気も計算のうちである。
霧島 まなみ
声：東かりん
清進学院の副生徒会長で、さゆりの双子の姉。勉強は得意ではないが、運動が得意であり、運動部への助っ人に行くこともある。
堀口 悦子
声：野神奈々
清進学院の生徒会で会計を務める女子生徒。
芹沢 夢子
声：てんかわののみ
清進学院の生徒会で書記を務める女子生徒。
栗原 ちさと
声：芹園みや
さゆりの親友。
香野 タカコ
声：楠鈴音
陸上部の部長。初出は『催眠術2』のEXTRAルート。
鴻池 弓子
声：白井綾乃
志乃のピアノの教え子。
保坂 ゆきこ
声：金田まひる
志乃のピアノの教え子。
館山 ゆうき
声：榎津まお
進の友達。一見すると男性だが、実は女であり、学院には性別を偽って編入した。『裏・催眠術2』では本来の性別で編入した時の様子が描かれている。
サトウとスドウ
則子と歩いていた進を脅した二人組の男性。

### 関連商品（催眠術2）
OVA
催眠術 2nd version-1 〜幻想と淫夢の世界に〜
2008年10月25日発売
催眠術 2nd version-2 〜幻想と淫欲の領域に〜
2009年2月25日発売。

### 評価（催眠術2）
『催眠術2』は、美少女ゲームアワード2008にてエロス系作品賞を受賞した。
アダルトゲームのレビューサイト・Media Clipにて、『催眠術2』および『裏・催眠術2』のレビューが掲載された。『催眠術2』のレビュアーの天城螢は期待を裏切らない作品だと評価し、催眠ものばかり遊ぶ人には物足りないかもしれないとしつつも、多くの人には堪能できるだろうとしている。『裏・催眠術2』ではレビュアーの間で評価が分かれ、星の数は平均値で3.5となった。レビュアーの一人である天城は収録シナリオの一つである「村越先生の催眠学院」について、人によって好みが分かれるとしつつも、エロ描写とテンポの良さを評価した一方で、進が通う学園が舞台なのに、進の関係者が一人も出てこない点が不自然に感じたと述べている。葉柳は「村越先生の催眠学院」の内容に拍子抜けしたと指摘している。

#### OVA版に対する評価
Media Clipでは、OVA版『催眠術 2nd version-』の第1巻「〜幻想と淫夢の世界に〜」のレビューも掲載された。レビュアーの天城螢は、原作から設定がかけ離れていることにショックを受け、特に則子がふたなり化する場面や、エピソードの終盤に佐和がタコに襲われる場面については、原作ファンが受け入れられないだろうと述べ、なぜこのようなことをしたのかと疑問視している。

## 擬態催眠
『擬態催眠』は2010年4月2日にBLACKRAINBOWから発売されたアダルトゲームである。パラダイムノベルから小説版が発売されたほか、mintsからDVDPG版も発売された。また、2011年にはバニラからアダルトアニメ版が発売された。
『擬態催眠』は「擬態編」と「催眠編」の二部構成をしており、前半はキャラクターを選択していく形でゲームが進む一方、後半はストーリーを攻略していく形でゲームが進む。
ディレクター・シナリオライターのNATORI烏賊は公式サイトのコラムの中で、「擬態編」を「『制約の中でどこまで妄想を膨らませられるか』への挑戦」と位置づけ、「催眠編」は「スーパーパワーで好き勝手暴れたい人のために用意した王道ストーリー」と述べている。

### あらすじ（擬態催眠）
プロローグ
主人公・村越進太はエッチなことで頭がいっぱいながらも、それを隠しながら日々を過ごしてきた。ある日、彼の股間に触手型宇宙人が寄生する。慌てる進太に対し、宇宙人は他者の脳波に干渉して擬態するから大丈夫と返す。それを聞いた進太は、その能力を生かして女たちを犯していった。
あかりルート
進太はあかりが美男子との恋にあこがれていることを知り、催眠による自作自演という形であかりを自らのものにする。その後、彼女の妊娠が判明し、宇宙人が彼女のおなかの子に転送する計画を立てる一方、進太は今の関係を終わらせる方法を模索していた。そして、進太は本来の姿であかりの前に現れ、「今まであなたと関係を持っていたのは自分の甥であり、もともと病弱だったが、ついに死んでしまった」と告げる。あかりがショックを受ける中、進太は宇宙人に彼女と性行為をさせてくれと頼む。宇宙人はあきれつつも彼の頼みを引き受ける。その後、宇宙人はあかりのおなかの子に移り、進太はあかりが他人と話す様子を見て、彼女の成長を実感する。
ひとみルート
あかりの友人・八坂ひとみが男性恐怖症だと知った進太は、クラス委員長の日枝夏子に扮してひとみと接触する。進太は彼女の秘密を知り、調教へと持ち込む。その後、進太は妊娠したひとみと性行為におよび、夏子にセックスフレンドができたという理由で関係を終わらせる。後日、進太はひとみに夏子との性行為をネタにおどし、性行為へと持ち込む。
玲奈ルート
進太のクラスの担任である春日玲奈は、厳格な性格であると同時に、ホームルーム等は夏子に任せっきりだった。一方、彼女は退屈な結婚生活に悩んでおり、進太は夫に成りすまして玲奈を調教した後、宇宙人を利用していたことを明かす。そして、玲奈は妊娠した後も、進太とセックスフレンド同然の関係を結ぶ。
文子ルート
あかりの母・文子は神社の巫女という職業もあって催眠の効果が半減していたが、進太はそれを逆手に取って「悪霊に取りつかれた」ということにして文子に近づき、調教へと持ち込む。さらに、催眠を使って彼女の夫が浮気をしていると思い込ませ、文子が不倫するように仕向ける。そして、文子は妊娠した後も、進太との関係を継続する。
ハーレムルート
宇宙人は、おなかの子へと転移する前に進太に別れを告げる。翌日、進太のもとに、宇宙人が彼の理想の美少女の姿を取って訪れる。宇宙人はお礼として進太との同居を希望する。肉体を復元できた宇宙人の催眠は脳波を操るほど強力なものとなり、進太はそれを利用して文化祭の模擬店を風俗店にするなど、やりたい放題を尽くす。
そして、宇宙人が地球を去る日が近づき、宇宙人は帰還する前に何でもする、と告げる。
エンディング1
進太は深夜放送中のテレビ局を乗っ取り、過激なお色気番組へと作り替える。その後、宇宙人は進太と出会った公園で別れる。
エンディング2
進太は宇宙人が帰った後も楽しめるように催眠を施し、女たちとの肉欲の日々を楽しむ。
エンディング3
宇宙人は進太との性行為を楽しんだ後、帰還する。その後、宇宙人は「子どもは両親の元で育てる」という母星のルールに従うため、地球に来る。
エピローグ
進太は宇宙人との同居生活を楽しむ。

### 登場人物（擬態催眠）
特記がない場合はゲーム版/OVA版の順。
村越 進太

主人公。
触手
声：中田純
進太の股間に寄生する異星人。
白山 あかり（しらやま あかり）
声：黒岩心々 / 木田眞代
進太の同級生である水泳部員。
八坂 ひとみ（やさか ひとみ）
声：青井美海 / 井上香織
進太の同級生で、あかりの友人。
自らの巨乳について悩んでおり、特に男性から見られることに対して恐怖を抱いている。
春日 玲奈（かすが れいな）
声：かわしまりの / 草田宏美
進太らのクラスの英語教師。独善的な性格。
白山 文子（しらやま ふみこ）
声：木梨樹里
あかりの母親。実家は神社であり、夫は婿養子である。
春日 総一郎（かすが そういちろう）
声：Taka / 植草建夫
玲奈の夫。有名大学を卒業した官僚だが、気弱な性格ゆえ妻の尻に敷かれている。
白山 修二（しらやま しゅうじ）
声：滑川菊太郎
文子の夫で、あかりの父。
日枝 夏子（ひえだ なつこ）
声：乃嶋架菜 / 支倉小夜
進太の同級生で、あかりの親友。
津島 はるか（つしま はるか）
声：神埼ちひろ / 高田圭子
水泳部の部長。
姫石 エリカ（ひめいし えりか）
声：風華
進太の同級生である、ハーフの少女。
名女優を母に持ち、外国人映画監督を父に持つ芸能界の期待の新人だが、自分勝手な性格が災いしてあかりからは良く思われていない。

### スタッフ（擬態催眠）
原作
- ディレクター：NATORI烏賊
- シナリオ：NATORI烏賊

OVA版
- 原作：BLACKRAINBOW
- 監督：杉並大福
- 絵コンテ：杉並大福
- 作画監督：杉並大福
- キャラクターデザイン：杉並大福
- 脚本：小林秀朗
- アニメーションプロデューサー：康芳朗
- アニメーション制作：Y. O. U. C

### 関連商品（擬態催眠）
OVA
- 擬態催眠 前編  2011年1月14日発売
- 擬態催眠 後編 2011年4月20日発売
- 擬態催眠 ザ・ベスト 2013年12月20日発売 - 上記2作品を一つにまとめた作品。

小説
- 擬態催眠 2010年4月29日発売
- 擬態催眠 擬態編 - 2010年6月20日発売。
- 擬態催眠 催眠編 - 2010年6月20日発売。

DVDPG
- 擬態催眠 擬態編 2010年10月15日発売。
- 擬態催眠 催眠編 2010年12月17日発売。

UMDPG
- 擬態催眠 UMD-PG Edition 2010年12月17日

## 催眠術3
『催眠術3』は筆柿そふとから2013年9月27日に発売されたアダルトゲームである。『催眠術3』以降は株式会社ネクストン傘下のブランド・筆柿そふとから発売されている。

### あらすじ（催眠術3）
深町悟は親に捨てられた過去を持ちながらも、温かな家庭と理解ある仲間たちに囲まれて幸せに過ごしていた。ある時、悟は催眠術を覚え、自らの欲望のままにそれ使ううちに歯止めが利かなくなり、大切な人が傷つく結果となった。

### 登場人物（催眠術3）
深町 悟
『催眠術3』の主人公。両親の離婚によって捨てられたのち、叔母であるかおりに引き取られた。心優しい叔母に育てられ幸せを感じていると同時に、叔母に対する欲情を抑えようと必死になっている。学校では映画研究会に所属している。同じ部活の先輩である翼に告白して振られ、偶然学んだ催眠術を使うきっかけとなった。
深町 かおり（ふかまち かおり）
声：木梨樹里
悟の叔母。実子がいないながらも、甥を我が子のように愛している。
朝倉 さつき（あさくら さつき）　
声：榎津まお
悟のクラスのクラス委員長。優等生ではないものの、その明るい性格と面倒見の良さから皆に慕われている。純一に思いを寄せつつも、告白できずにいる。
瀬川 翼（せがわ つばさ）
声：かわしまりの
映画研究会の先輩で、悟とは映画について話し合うことが多い。スポーツが得意で、かつては陸上部に所属していたが、翔子が入学した時点では陸上部を退部していた。
宮原 純一（みやはら じゅんいち）　
声：スケキヨ
悟の小学生時代からの親友。文武両道でルックスもいいことから異性に人気があるものの、鈍感な性格ゆえにそのことに気付いていない。
宮原 鈴（みやはら すず）
声：安堂りゅう
順一の妹で、悟とは幼少時からの付き合いがある。兄に対する愛情が強いため、兄のそばにいることが多い悟を警戒している。
宮原 弓子（みやはら ゆみこ）
声：一色ヒカル
宮原兄妹の母で、兄妹の友である悟に対しては友人のように接する。
真田 翔子（さなだ しょうこ）
声：このかなみ
翼の陸上部時代の後輩。翔子に対するあこがれが高じて同性愛じみた熱情を持っており、入学した理由も翼が在籍していたからである。
深町 勝則（ふかまち かつのり）
声：滑川菊太郎
悟の叔父で、かおりの夫。悟の父の弟であり、兄が我が子を捨てたことに対して怒りを抱き、甥を引き取った経緯を持つ。
妻同様、悟を養子にしたいと考えている。

## 催眠母
『催眠母』は2014年11月28日に筆柿そふとから発売されたアダルトゲームである。主人公が母親に強いあこがれを持っているという設定であるため、攻略対象となるヒロインの多くは主人公よりも年上の女性である。

### あらすじ（催眠母）
主人公・千葉草一は2年前に父親を亡くして以来、孤独な人生を送ってきた。草一の母は彼を産んですぐに亡くなったため、彼は母親に対するあこがれが強く、それが高じてマザコンになった。ある日、相談相手である保健医の神戸みなみから、母親を手に入れたいのであれば、催眠術を使ってみてはどうかと提案され、実践してみた。

### 登場人物（催眠母）
千葉 草一
『催眠母』の主人公。
八幡 久美子（やはた くみこ）
声：白井綾乃
草一の母のいとこで、彼の通う学園の理事長を務めている。いとこの子である草一の後見人ではあるものの、自立するように促している。
血縁関係の近さに着目した草一によって催眠術を掛けられてしまう。
倉敷 智子（くらしき ともこ）　
声：かわしまりの
草一のクラスの担任。真面目な性格ゆえについ生徒を叱ってしまうが、心の中では生徒と距離を縮めたいと考えている。
叱る姿に母親らしさを感じた草一によって催眠術を掛けられてしまう。
神戸 みなみ（こうべ みなみ）
声：一色ヒカル
草一の学園の養護教諭。彼の相談相手でもあり、催眠術を提案した人物でもある。
母親というより姉のような存在だが、一緒にいると幸せを感じるという理由から、草一によって催眠術を掛けられる。

## 催眠術4
『催眠術4』は、2019年3月29日に筆柿そふとから発売されたアダルトゲームである。

### あらすじ（催眠術4）
両親を亡くして以来、主人公・古橋 和樹は二人の姉とともに生活を送り、クラスメイトや友人たちとも良好な関係を保っていた。心の片隅で幸せがいつか失われる物だと考えていたところ、彼はある人物から催眠術を教わる。和樹は周りの人に対してそれを使ってしまい、取り返しのつかないことになってしまった。

### 登場人物（催眠術4）
古橋 和樹（ふるはし かずき）
本作の主人公。
心優しい穏やかな性格で、姉たちをはじめとする他者に対して気を遣う。
運動は苦手な一方、勉強は得意。
古橋 綾菜（ふるはし あやな）
声：如月吹
和樹の長姉で、古橋家の家事を担う。控えめながらも心優しい人物であり、考えてから話す傾向にある。
喫茶店に勤務している。
古橋 涼菜（ふるはし すずな）
声：榛名れん
和樹の次姉で、古橋家の家計を支えている。気が強く利発な女性。
和樹にとっては父親のような存在であると同時に、小言が多いとも感じている。
楠木 翼（くすのき つばさ）
声：蒼乃むすび
和樹の幼なじみ。
明るく元気な性格で、幼少期は名前や容姿から男の子と間違われていた。
望月 真琴（もちづき まこと）
声：綾音まこ
和樹の幼なじみ。
おとなしいようで、情熱的な性格をしている。
名家の出で、母親の厳しさ故に引っ込み思案な性格をしていたが、和樹らと出会ったこと変化した。
楠木 楓（くすのき かえで）
声：一色ヒカル
楠木翼の母。
望月 早紀（もちづき さき）
声：手塚りょうこ
真琴の母。

### 制作（催眠術4）
NATORI烏賊は、村越を登場させなかった理由について、シリーズを通じて彼が様々な立ち位置を経験してきたことから、これまでのように「村越ならどうするか？」といったネタをやりつくしたと、おくとぱすとの対談の中で話している。
キャストのうち翼役の蒼乃むすびはNATORI烏賊の別作品『催眠学生2年生』および『催眠学生1年生』に出演しており、蒼乃はオファーをもらった時に初めて続けて起用してもらえたのがうれしかったと
「BugBug」の連載コラム内で振り返っており、しかもメインヒロインという役柄であることから、気が引き締まったとも語っている

## 派生作品
催眠術ZERO
ミルキーピクチャーズより発売されたアダルトアニメのシリーズであり、主人公・村越進太が女子校に潜入して女性たちを催眠術で落とし込む様子が描かれている。
- kamma.1 「村越ゲーム」 2013年5月17日発売。
- kamma.2 「村越学園」 2013年9月6日発売。
- Complete Edition 2015年7月3日発売。